# Nekropole von Puig des Molins

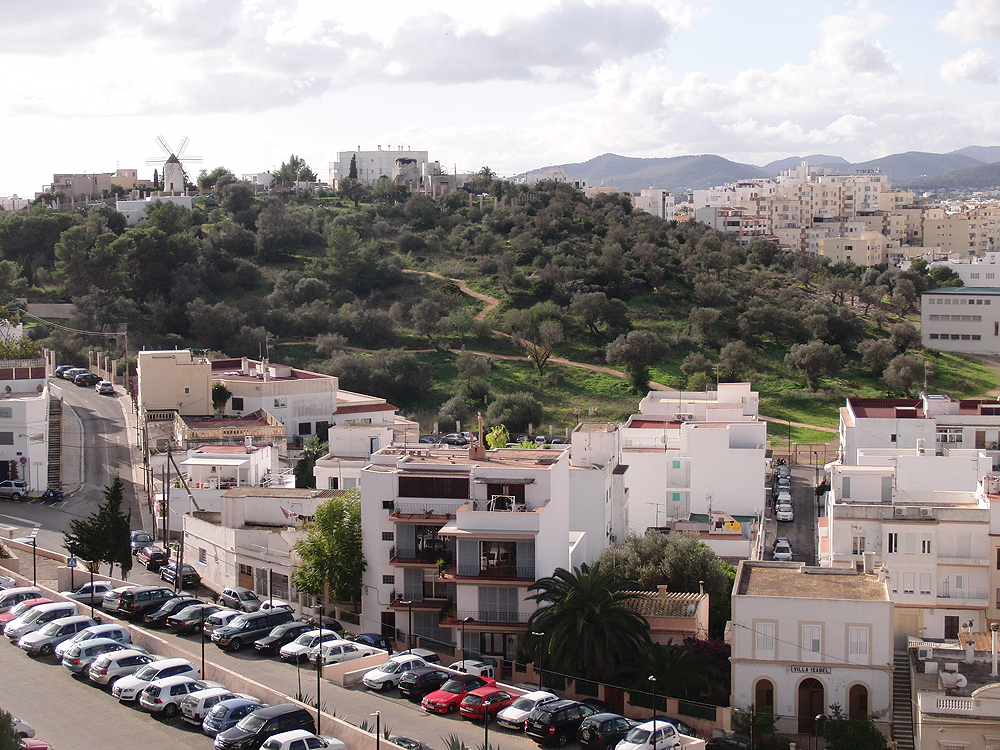
Die Nekropole auf dem Puig des Molins in der Stadt Ibiza. Das Monografische Museum befindet sich am Fuß der Hügels am Bildrand rechts.

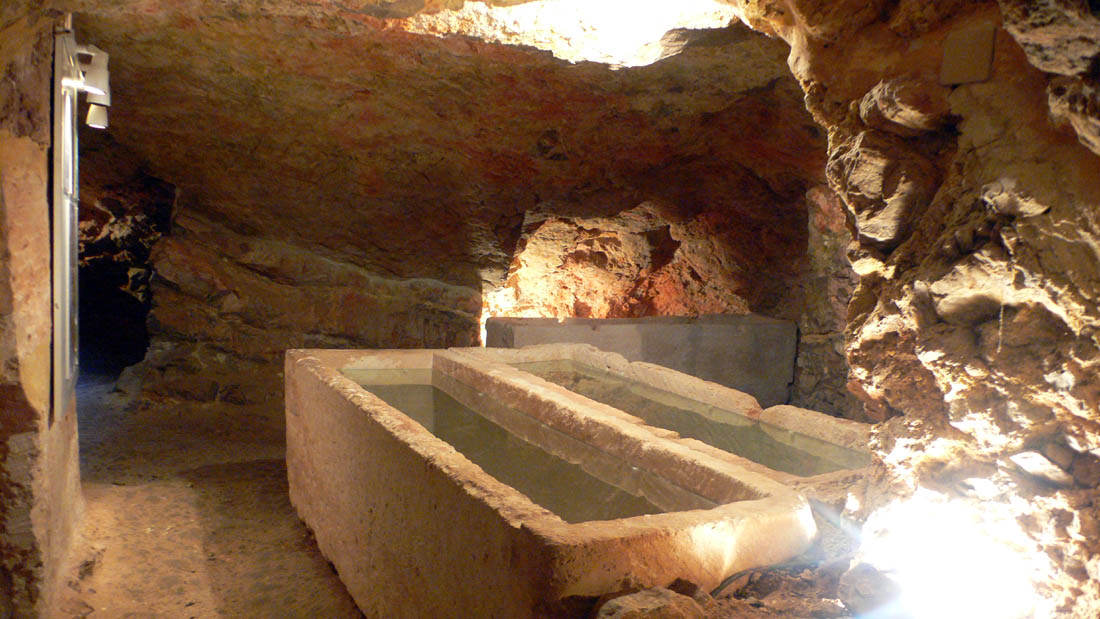
Hypogäum

Die Nekropole von Puig des Molins (die Nekropole des „Mühlenbergs“) in der Stadt Ibiza gilt als die größte und besterhaltene Anlage aus phönizisch-punischer Zeit im westlichen Mittelmeer.
Sie wurde im 7. Jahrhundert v. Chr. in der Zeit der phönizischen Besiedlung der Insel Ibiza angelegt und in den folgenden Jahrhunderten von Karthagern und Römern weiter genutzt. Der heutige Umfang von ca. 3000 Grabanlagen auf der derzeitigen Fläche entspricht nur einem Bruchteil der ursprünglichen Anlage. Große ehemalige Teile der Nekropole wurden durch Straßenzüge und Gebäude überbaut.
Zu den unterirdischen Grabanlagen, den Hypogäen, gelangt man, indem man durch das Monografische Museum von Ibiza in der Via Romana Nr. 31 geht.
Im Museum kann man Grabbeigaben aus unterschiedlichen Epochen und Kulturen besichtigen. Die kleinen Tonfiguren von Göttinnen wie Tanit oder die im Madrider Archäologischen Nationalmuseum ausgestellte Dama de Ibiza zeigen meist eine Form der Demeter. Des Weiteren sind diverse kleinere Tonkrüge in Tierform, Schmuckanhänger und bemalte Straußeneier zu sehen.
Einige der unterirdischen Grabkammern sind begehbar.
In der Stadt Ibiza gibt es noch weitere Zeugnisse phönizischer und römischer Kultur. Im Januar 2011 wurden bei Bauarbeiten auf der Zitadelle erstmals Reste einer phönizischen Siedlung und eines römischen Tempels freigelegt.

## Galerie

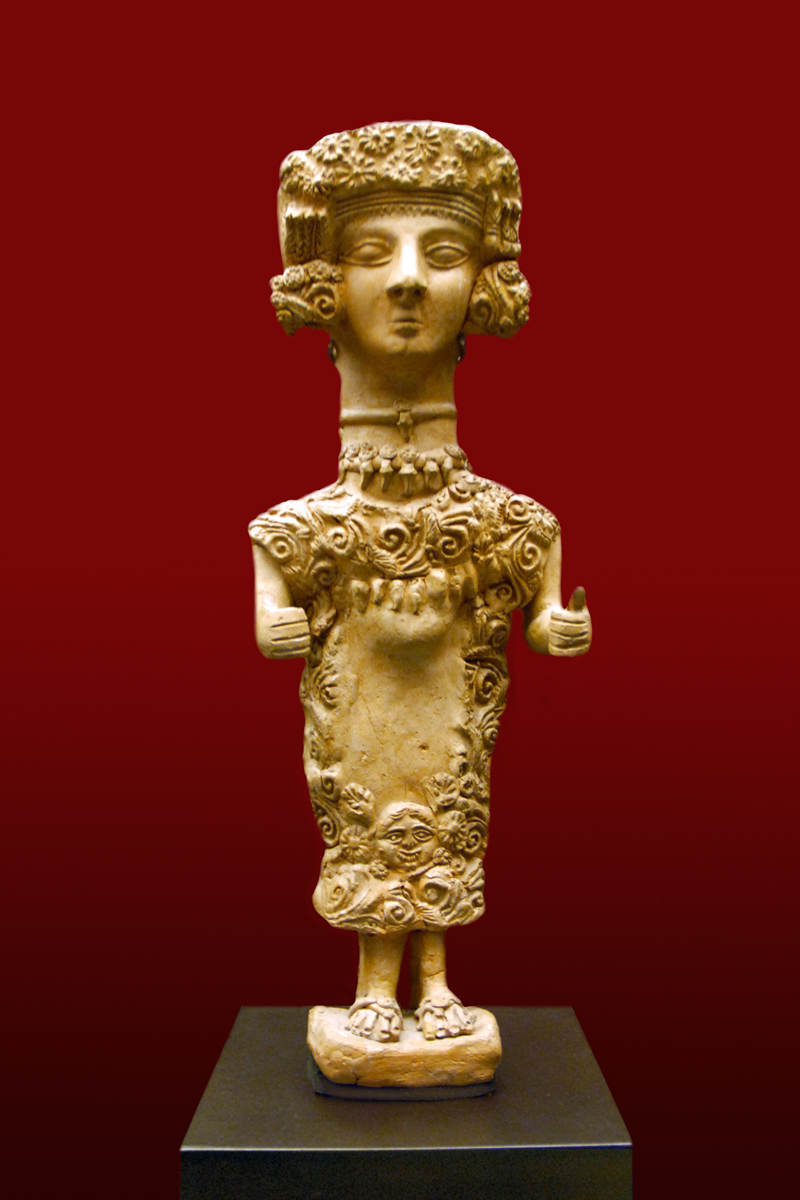
Dama de Ibiza Fundort: Puig des Molins, Standort: Museo Archeológico Nacional (MAN)
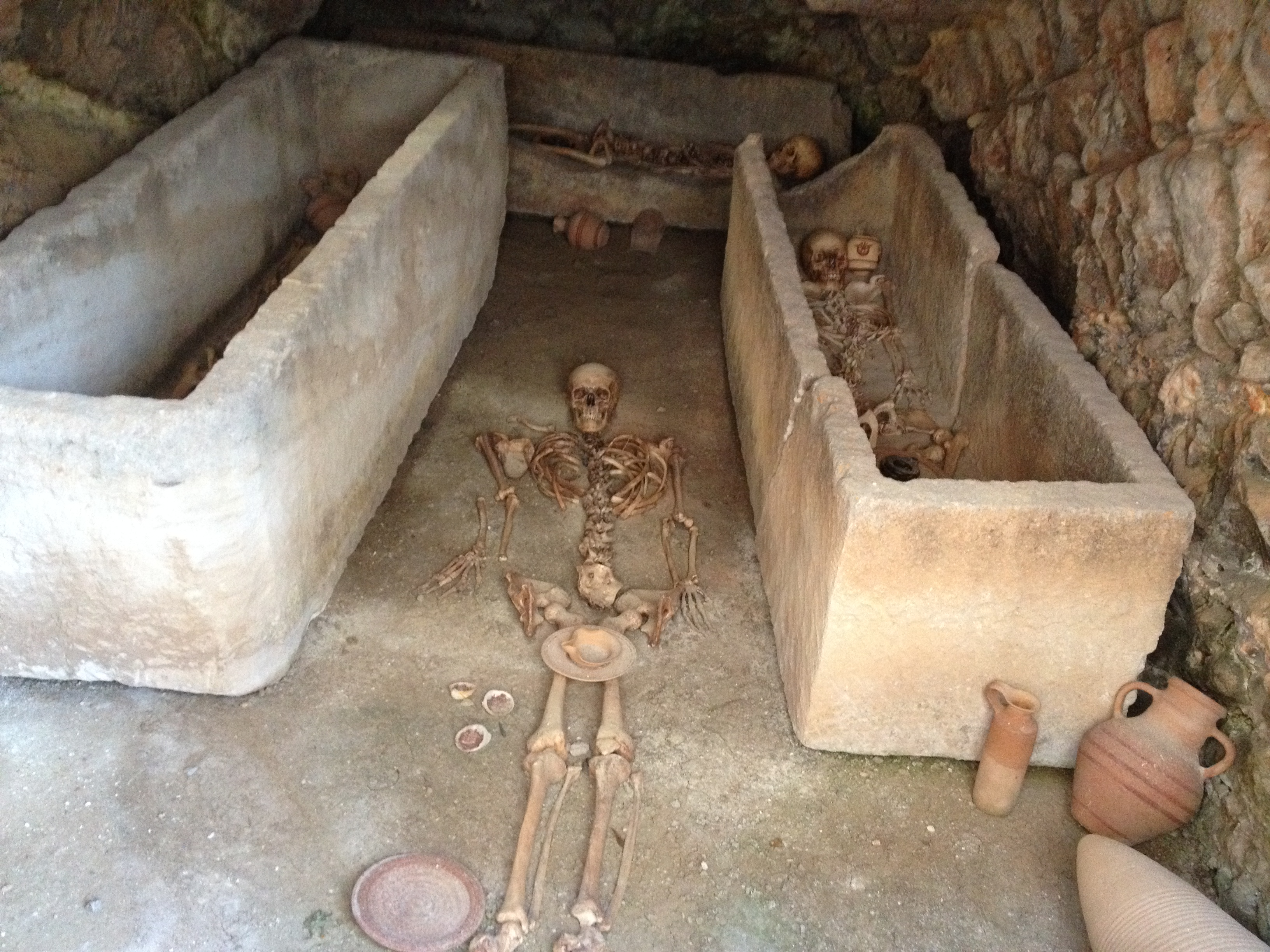
Hypogäen in der Nekropole von Ibiza
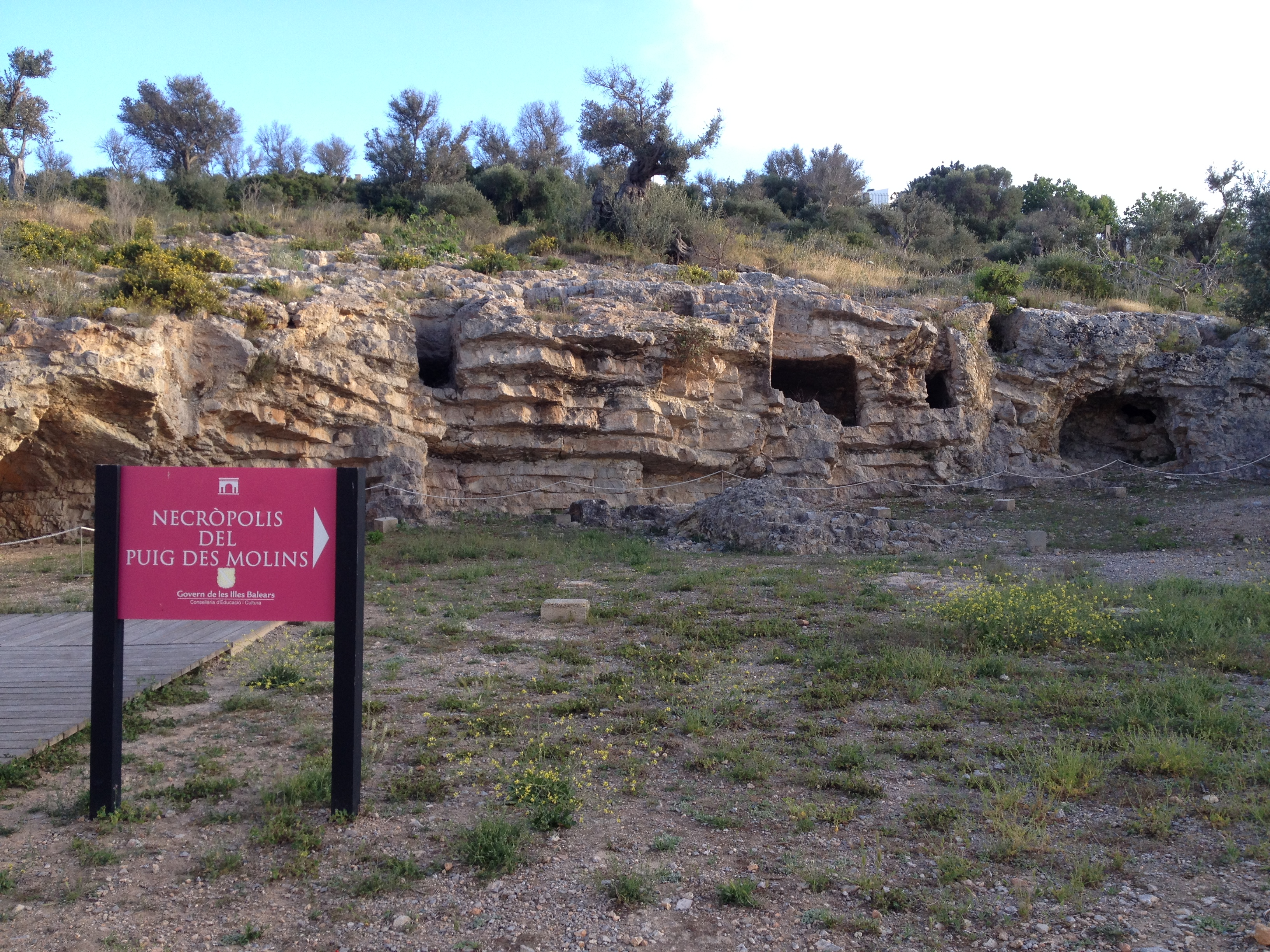
Außenansicht einiger unterirdischer Grabkammern
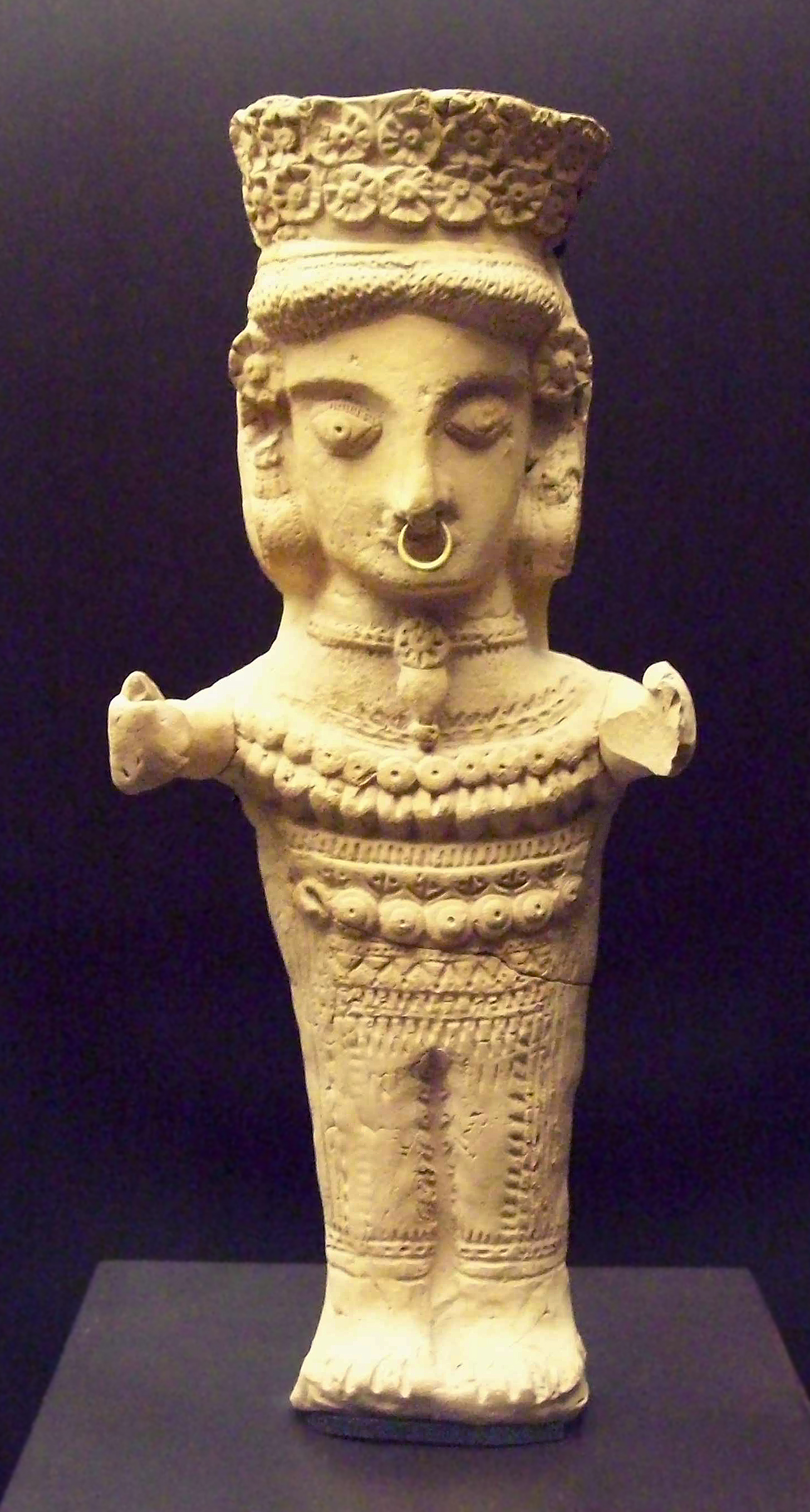
Terracotta Figur, Puig des Molins, 6.–4. Jhr. v. Chr. (MAN)
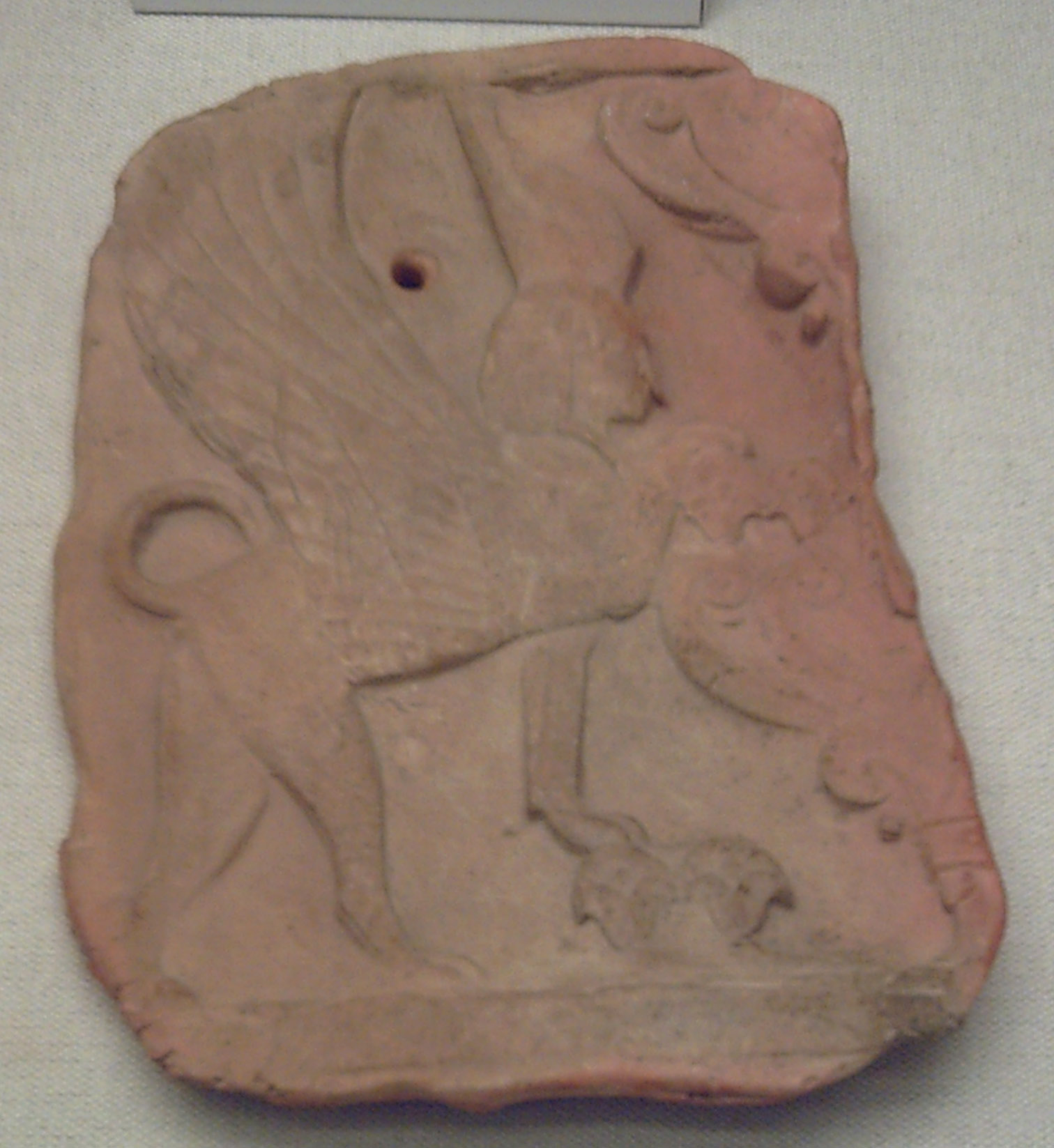
Sphinx, Puig des Molins, 6. Jhr. v. Chr. (MAN)

## Referenzen
- Museo-Necrópolis de Puig des Molins. Eivissa Turismo.
- Die Nekropole des Puig des Molins. Balearsculturaltour.net